# Tournoi de tennis de Winnipeg
Le Winnipeg National Bank Challenger est un tournoi international de tennis masculin et féminin des circuits professionnels Challenger et ITF Women's Circuit créé en 2013. Il a lieu tous les ans au mois de juillet à Winnipeg, au Canada. Depuis 2016, il se joue sur dur en extérieur et il fait partie du USTA Pro Circuit Wild Card Challenge qui permet de déterminer quel joueur américain obtient une invitation pour disputer l'US Open.

## Palmarès messieurs

### Simple
| Année | Vainqueur      | Finaliste      | Score          |
| ----- | -------------- | -------------- | -------------- |
| 2016  | Go Soeda       | Blaž Kavčič    | 64-7, 6-4, 6-2 |
| 2017  | Blaž Kavčič    | Peter Polansky | 7-5, 3-6, 7-5  |
| 2018  | Jason Kubler   | Lucas Miedler  | 6-1, 6-1       |
| 2019  | Norbert Gombos | Brayden Schnur | 7-63, 6-3      |

### Double
| Année | Vainqueurs                     | Finalistes                          | Score              |
| ----- | ------------------------------ | ----------------------------------- | ------------------ |
| 2016  | Mitchell Krueger Daniel Nguyen | Jarryd Chaplin Benjamin Mitchell    | 6-2, 7-5           |
| 2017  | Luke Bambridge David O'Hare    | Yusuke Takahashi Renta Tokuda       | 6-2, 6-2           |
| 2018  | Marc-Andrea Hüsler Sem Verbeek | Gerard Granollers Marcel Granollers | 65-7, 6-3, [14-12] |
| 2019  | Darian King Peter Polansky     | Hunter Reese Adil Shamasdin         | 7-68, 6-3          |